# 何作猷
何作猷（1862年—？），字仲秩，廣東廣州府香山縣（今廣東省中山縣）小榄人，晚清翰林。

## 生平
光緒十四年（1888年），中舉；光緒二十四年（1898年），登進士，同年五月，改翰林院庶吉士。光緒二十九年四月，散館，授翰林院編修、國史館纂修官、編書處協修官、直省鄉試磨勘官。光緒三十年，任會試同考官。次年，任國史館總纂官。光緒三十二年，任起居注協修。次年，俟保送知府得缺後以道員在任候補。宣統元年（1909年），任實錄館協修官；宣統三年，任武英殿纂修官。宣統三年，任甘肅甘州府知府。
民国初年，任廣東省圖書館館長。

## 家族
何作权之弟。